# Nóż szturmowy

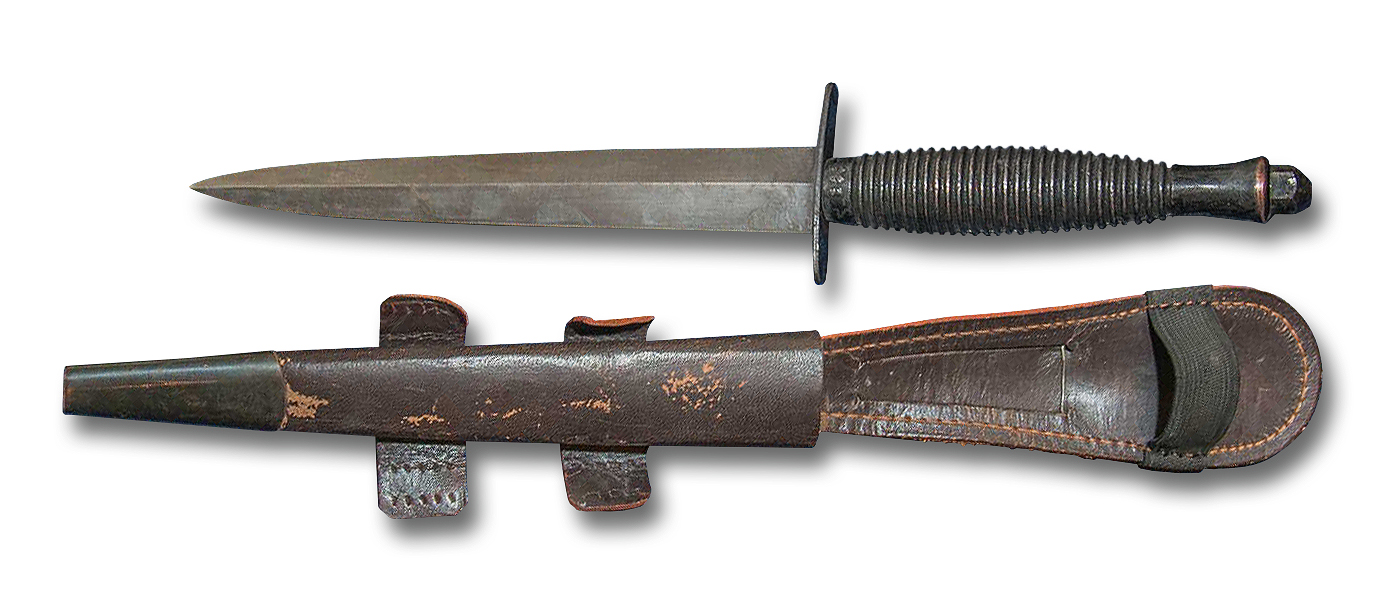
Nóż szturmowy Fairbairn-Sykes

Nóż bojowy (szturmowy, okopowy) (ros. Боевой кинжал, ang. Combat knife, Trench knife) – krótka broń biała, rodzaj noża. Cechą charakterystyczną tego typu broni jest przeznaczenie do walki wręcz, choć niektórymi typami noży bojowych można też rzucać.
Nóż, oprócz pełnienia funkcji narzędzia, wykorzystywany był również jako broń, praktycznie od początku swojego istnienia. Jako, krótka broń biała na przestrzeni wieków przybierał rozmaite formy, będąc w użytku zarówno wojskowym, jak i cywilnym. Już od starożytności pojawiały się wyspecjalizowane formy krótkiej broni białej, przeznaczone wyłącznie do walki, jak np. puginał, mizerykordia czy sztylet, które można uznać za dalekich przodków dzisiejszych noży bojowych.
W kontekście militarnym nóż jako broń został zmarginalizowany wraz z rozwojem broni palnej, by w końcu zostać zastąpionym, przez nakładany na karabin bagnet.

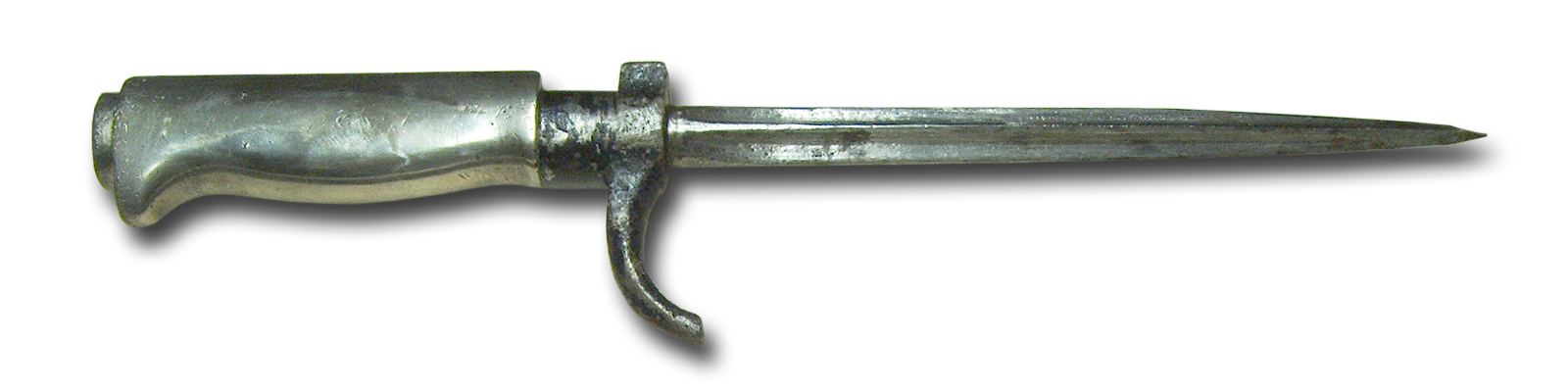
Prowizorycznie skrócony francuski bagnet Lebel M1886. Prekursor współczesnych noży bojowych.

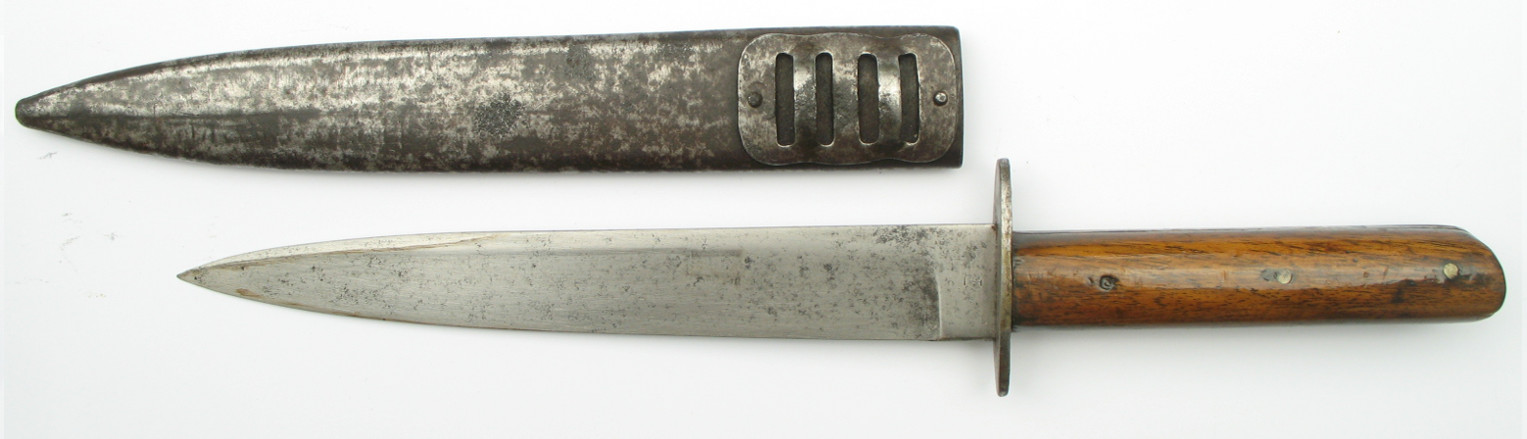
Austro-węgierski nóż okopowy M1917 z okresu I wojny światowej

Początki współczesnych noży bojowych, jako standardowej broni wojskowej, przypadają na okres I wojny światowej. Specyfika walki wręcz, w ciasnych okopach, wykazywała niepraktyczność długich bagnetów osadzonych na karabinach. Żołnierze radzili sobie z tym samodzielnie zaopatrując się w noże prywatnych wytwórców lub tworząc broń improwizowaną, między innymi skracając i przerabiając bagnety, do formy krótkiego noża lub sztyletu, który lepiej sprawdzał się w takich warunkach. Dostrzegając zapotrzebowanie na tego typu broń, armie poszczególnych państw rozpoczęły wprowadzanie na etatowe wyposażenie żołnierzy tzw. noży okopowych, przeznaczonych specjalnie do walki w okopach. Wydawane przede wszystkim oddziałom szturmowym, stąd też w odniesieniu do tego typu broni często stosuje się określenie nóż szturmowy. Przykładem noża z tego okresu może być wprowadzony w 1917 r. austro-węgierski M1917.
Przeznaczeniem bagnetów było zadawanie pchnięć po osadzeniu na karabinie oraz używanie ich do typowych prac obozowych. W przeciwieństwie do nich nóż bojowy był bronią przeznaczoną do użytku samodzielnego (chociaż niektóre z nich posiadały możliwość osadzania na karabinie). Posiadał lepsze wyważenie, był krótszy i poręczniejszy, umożliwiał zadawanie zarówno pchnięć jak i cięć. Współcześnie konstrukcje bagnetów coraz bardziej upodabniają je do noży bojowych, przez co granica pomiędzy nimi stopniowo się zaciera.
W okresie na krótko przed II wojną światową noże bojowe przyjęto na wyposażenie głównie oddziałów zwiadu i rozpoznania. Używane były zarówno przez wojska Osi jak i Aliantów.

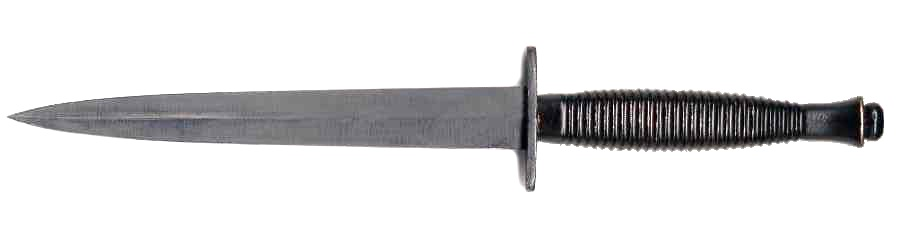
Nóż bojowy z okresu II wojny światowej. Brytyjski Fairbairn-Sykes

Jednym z najbardziej znanych, wojskowych noży bojowych, jest brytyjski Fairbairn-Sykes. Zaprojektowany jeszcze przed II wojną światową, przez Williama E. Fairbairna (brytyjskiego oficera i instruktora walki wręcz) oraz Erica A. Sykesa (oficera sił specjalnych szanghajskiej policji). Charakteryzował się wąską, obosieczną głownią oraz dobrym wyważeniem umożliwiającym rzucanie. Wyprodukowano wiele jego wersji zarówno w czasie II wojny światowej, jak i po niej. Używany był przez brytyjską armię od 1940 r. (w tym przez elitarne oddziały Commando i SAS). Znalazł się również na wyposażeniu między innymi niektórych oddziałów amerykańskich, kanadyjskich, francuskich oraz polskiej 1 Samodzielnej Brygady Spadochronowej. Amerykanie stworzyli również własną wersję tego noża na potrzeby OSS, jednak jakość wykonania była znacznie gorsza od pierwowzoru.

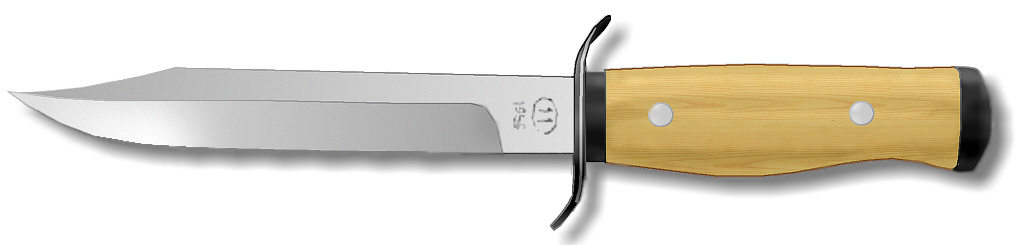
Polski nóż szturmowy wz. 1955

W Ludowym Wojsku Polskim nóż bojowy pierwszy raz pojawił się w latach 1943-1945, w oddziałach rozpoznania 1 i 2 Armii WP. Był to radziecki nóż szturmowy ZIK, który przyjęto na polskie wyposażenie pod nazwą nóż szturmowy wz. 43. Posiadał jednosieczną głownię długości 15 cm, wykonaną z miękkiej stali, łatwej do ostrzenia, ale i giętkiej (z racji użytej stali, nie nadawał się do wielokrotnego rzucania). Po wojnie produkowano w Polsce własny typ noża szturmowego – nóż wojskowy wz. 55 (wyraźnie wzorowany na radzieckim pierwowzorze). Pozostał on na wyposażeniu najprawdopodobniej aż do lat 90., kiedy to zaczęto zastępować go nowszymi modelami. Jego następcami w Wojsku Polskim zostały noże bojowe wz. 92 oraz wz. 98, które używane są do dzisiaj, między innymi w jednostkach specjalnych (np. GROM).

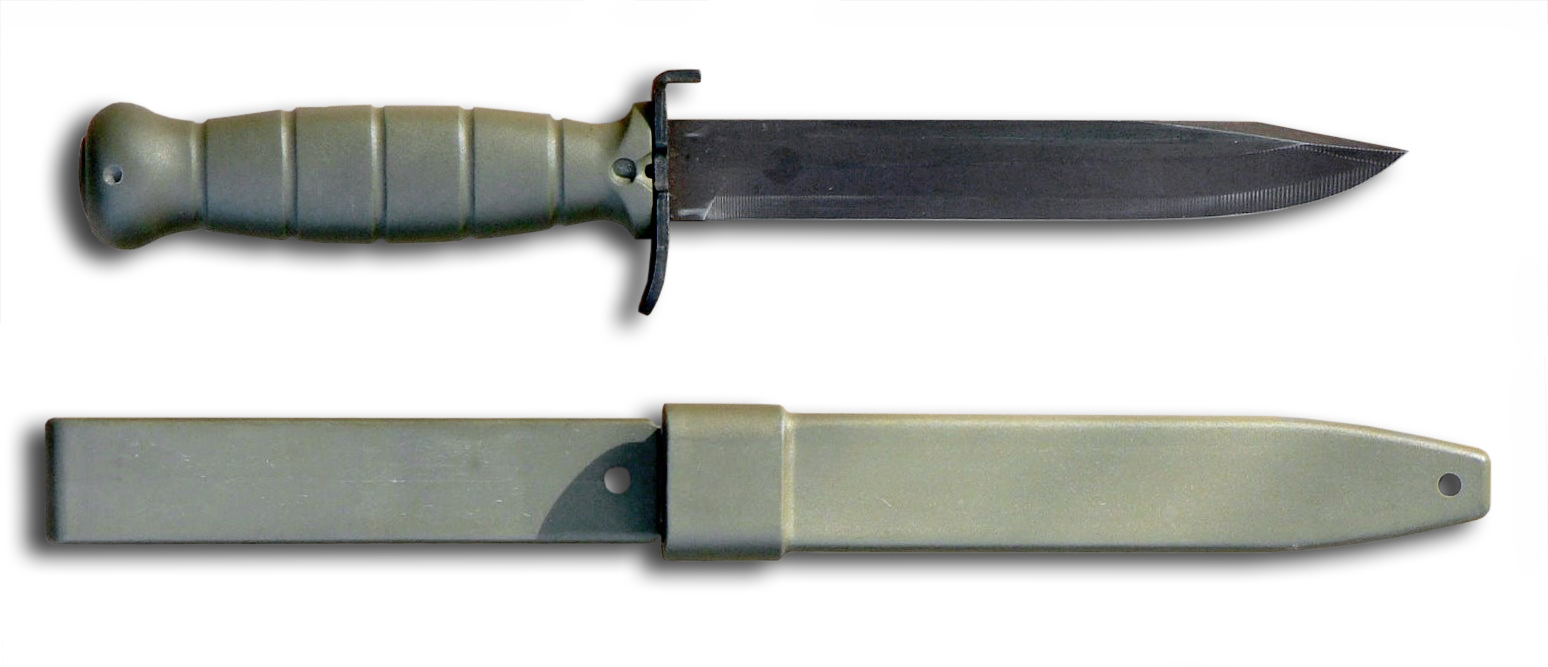
Współczesny Glock FM78

Oprócz armii, nóż bojowy znalazł też szerokie zastosowanie w policyjnych jednostkach antyterrorystycznych (np. austriacki  Glock FM78).
Najbardziej znanym nożem bojowym, używanym zarówno w charakterze cywilnym jak i wojskowym, jest prawdopodobnie kukri używane przez Gurkhów, mające jednak więcej wspólnego z maczetą (technika walki zbliżona była do rąbania).